# Хекингботтом, Пол
Пол Хекингботтом (англ. Paul Heckingbottom; род. 17 июля 1977, Барнсли, Йоркшир и Хамбер) — английский футболист, тренер.

## Ранняя карьера
Хекингботтом родился в городе Барнсли. В детстве регулярно посещал матчи местной команды. Карьеру начал в академии «Манчестер Юнайтед», однако в 1995 году подписал первый профессиональный контракт с клубом «Сандерленд». Впрочем, не сыграл за команду ни одного матча, отправляясь в аренды в клубы низших лиг. В 1999 году клуб «Дарлингтон» выкупил контракт игрока. После трёх лет в составе команды покинул клуб.

### Дальнейшая карьера
Вплоть до 2009 года Хекингботтом играл за профессиональные клубы низших лиг, пока не подписал соглашение с «Мансфилд Таун» из Национальной лиги. Последними клубами в карьере игрока стали «Гейстхед» и «Харрогит Таун».

## Тренерская деятельность
В 2015 году Хекингботтом вернулся в «Барнсли» в качестве тренера (ранее, в 2006—2008 гг. сыграл за клуб 49 матчей, забив единожды). Вначале исполнял обязанности менеджера, а уже через год возглавил команду на постоянной основе, подписав двухлетний контракт.
По истечении соглашения, в феврале 2018 года был представлен в качестве тренера «Лидс Юнайтед». Контракт был подписан на полтора года, однако под руководством тренера команда заняла 13-е место в Чемпионшипе и уже 1 июня того же года был отправлен в отставку.
В феврале 2019 года шотландский «Хиберниан» объявил о назначении Пола Хекингботтома на пост главного тренера команды. 4 ноября 2019 года был уволен из-за неудовлетворительных результатов. Под руководством англичанина команда финишировала 5-й в чемпионате, а в следующем сезоне победила лишь в одном матче из 11-ти, оказавшись в зоне вылета на 10-м месте. Также команда уступила «Селтику» в полуфинале Кубка лиги со счётом 5:2.
В июле 2020 года возвратился в Англию, на должность тренера молодёжной команды «Шеффилд Юнайтед». После увольнения менеджера команды Криса Уайлдера в марте 2021 года, Хекингботтом стал исполняющим обязанности главного тренера до конца сезона. Под руководством тренера команда гарантировала себе вылет из Премьер-лиги.
В ноябре 2021 года после увольнения Славиши Йокановича тренер молодёжной команды Хекингботтом вновь возглавил клуб в качестве главного тренера. Команда заняла 5-е место в Чемпионшипе, однако не смогла сразу же вернуться в элиту, уступив «Ноттингем Форест» в полуфинале плей-офф за выход в Премьер-лигу. В следующем сезоне «Шеффилд Юнайтед» вернулся в Премьер-лигу, заняв 2-е место в чемпионате. 5 декабря 2023 года был уволен с занимаемой должности. Под его руководством команда одержала одну победу в 14 матчах.
20 августа 2024 года Хекингботтом был назначен главным тренером клуба «Престон Норт Энд».

## Статистика тренера
| Клуб                    | Начало работы   | Завершение работы | Показатели | Показатели | Показатели | Показатели | Показатели |
| Клуб                    | Начало работы   | Завершение работы | М          | В          | Н          | П          | %          |
| ----------------------- | --------------- | ----------------- | ---------- | ---------- | ---------- | ---------- | ---------- |
| Барнсли (и. о.)         | 12 февраля 2015 | 25 февраля 2015   | 3          | 2          | 0          | 1          | 066,67     |
| Барнсли                 | 6 февраля 2016  | 6 февраля 2018    | 105        | 37         | 28         | 40         | 035,24     |
| Лидс Юнайтед            | 6 февраля 2018  | 1 июня 2018       | 16         | 4          | 4          | 8          | 025,00     |
| Хиберниан               | 13 февраля 2019 | 4 ноября 2019     | 32         | 11         | 12         | 9          | 034,38     |
| Шеффилд Юнайтед (и. о.) | 13 марта 2021   | 27 мая 2021       | 11         | 3          | 0          | 8          | 027,27     |
| Шеффилд Юнайтед         | 25 ноября 2021  | 5 декабря 2023    | 98         | 49         | 18         | 31         | 050,00     |
| Престон Норт Энд        | 20 августа 2024 | н.в.              | 53         | 14         | 23         | 16         | 026,42     |
| Итого                   | Итого           | Итого             | 318        | 120        | 85         | 113        | 037,74     |